# Pez...
Pez... es un cortometraje en 35 mm del año 1995 dirigido por La Cuadrilla, y rodado en San Sebastián. 

## Pez 1995
- Cortometraje. 35 mm. Color
- Guion y Dirección: Cuadrilla Luisguridi. (Alias de La Cuadrilla)
- Producción: Juan Arizmendi, Aitor Larruscain y Miguel Vidal
- Principales intérpretes: Antonio Junco, Popotxo Ayestarán y Elena Huércanos
- Pág. Web:

## Sinopsis
De entre todas las formas vivas que habitan en las profundidades, una emerge para aterrorizarnos: Pez.
Casi todos los animales que habitan en agua:pez.

## Ficha técnica
1985. Pez Una producción Sapaburu P.A. Guion y Dirección: Cuadrilla Luisguridi Producción: Juan Arizmendi, Aitor Larruscain y Miguel Vidal.

## Ficha artística
Intérpretes: Antonio Junco (Patxi), Elena Huércanos (Elena), Popotxo Ayestarán (el entrenador), Paul Naschy (el doctor Larruskain), José Mari Clavel (el Lehendakari), Porras (el vigilante del Acuario), Luis Guridi (el reportero), Lupe Ederra (socorrista), Trostky (bañista), Fernando Ibáñez (doble pez) 

## Créditos
Fotografía: Flavio Mtnez. Labiano. Ayte. Cámara: Nicéforo Ortiz. Fotografía Submarina: Paco Fraile. Montaje: Cristina Otero. Música: Los Escamados (Alejo Alberdi, Rodrigo de Lorenzo y Juan Verdera) Sinopsis:  Exteriores rodados en San Sebastián y Rentería La Cuadrilla Luisguridi culmina con "Pez" una larga serie de trabajos de investigación sobre la vida en las profundidades. Hombre al agua (1912), Cousteau, estás equivocado (1962), 4, 5, 6... Choff (1984).

## Formatos editados
- DVD
- Edición 10.º aniversario: La cuadrilla antes de la cuadrilla (Suevia 2005)